# ویلیام مرین
ویلیام مرین (انگلیسی: William Morean) کارآفرین، بازرگان و مدیر ارشد اجرایی آمریکایی بود، که در سال ۱۹۶۶ شرکت جابیل را تأسیس نمود. 